# Convención Interamericana sobre la Protección de los Derechos Humanos de las Personas Mayores

Organización de los Estados Americanos (OEA), imagen de su bandera

La Convención Interamericana sobre la Protección de los Derechos Humanos de las Personas Mayores representa un hito en la defensa de la dignidad y los derechos de quienes transitan la etapa de la vejez. Este instrumento internacional parte del principio de que todas las personas, sin distinción, deben gozar plenamente de sus derechos y libertades fundamentales, incluyendo el derecho a vivir libres de cualquier forma de discriminación por motivo de edad. Reconoce que envejecer no debe significar una pérdida de autonomía ni de participación activa en la sociedad, sino más bien una etapa en la que se continúan aportando saberes, experiencias y valores a la vida económica, cultural, social y política. Desde una perspectiva de derechos humanos, la Convención resalta la importancia de garantizar condiciones de vida dignas, saludables y seguras para las personas mayores, al tiempo que valora su rol en la construcción del bienestar común y en la preservación de la diversidad e identidad cultural de sus comunidades. 
La Convención Interamericana sobre la Protección de los Derechos Humanos de las Personas Mayores, fue aprobada el 15 de junio de 2015 por los Estados miembros de la Organización de los Estados Americanos (OEA) en el marco de la Asamblea General de la institución. Fue firmada de inmediato por los Gobiernos de la Argentina, Bolivia (Estado Plurinacional de), el Brasil, Chile, Costa Rica, el Ecuador, El Salvador y el Uruguay en la sede principal del organismo hemisférico en Washington D. C.
Es importante resaltar que el 13 de diciembre de 2016, con el depósito del instrumento en la OEA por parte de Costa Rica, entró en vigencia esta Convención. Uruguay fue el primer estado depositario del instrumento.
La Convención es el único instrumento interamericano, y el primero a nivel internacional, que cubre la gama de derechos a ser protegidos para las personas mayores, desde los civiles y políticos, hasta los económicos, sociales y culturales. Su objeto, como primer instrumento jurídicamente vinculante del mundo, es promover, proteger y asegurar el reconocimiento y el pleno goce y ejercicio, en condiciones de igualdad, de todos los derechos humanos y libertades fundamentales de la persona mayor, a fin de contribuir a su plena inclusión, integración y participación en la sociedad. 

## Antecedentes
Los internacionales, a los cuales la misma Convención hace referencia, son: los Principios de las Naciones Unidas en favor de las Personas de Edad (1991); la Proclamación sobre el Envejecimiento (1992); la Declaración Política y el Plan de Acción Internacional de Madrid sobre el Envejecimiento (2002). 
Los instrumentos regionales, por otra parte, son la estrategia regional de implementación para América Latina y el Caribe del Plan de Acción Internacional de Madrid sobre el Envejecimiento (2003); la Declaración de Brasilia (2007), el Plan de Acción de la Organización Panamericana de la Salud sobre la salud de las personas mayores, incluido el envejecimiento activo y saludable (2009), la Declaración de Compromiso de Puerto España (2009) y la Carta de San José sobre los derechos de las personas mayores de América Latina y el Caribe (2012).

## Derechos que protege
Si bien los derechos que protege son los derechos humanos de todo hombre y toda mujer, la Convención es clara al determinar la especificidad de esos derechos en función de la edad. Por ejemplo, derecho a la igualdad y no discriminación por razones de edad, cualquiera que sea la etnia, estado social, nacional o inmigrante. El objeto de este derecho es la no discriminación por mayoría de edad, así el art. 18 establece que respecto al acceso laboral “queda prohibida cualquier distinción que no se base en las exigencias propias de la naturaleza del cargo”. 
El derecho a la vida y el derecho a vivir con dignidad en la vejez hasta el fin de sus días, también reconocido en este instrumento internacional, en los mayores implica el derecho a ser atendido ante el dolor, los temores a la muerte, los cuidados paliativos, evitar el aislamiento, entre otras necesidades propias de la etapa de la vejez. 
El derecho de autonomía también tiene particularidades propias, como ser: la facultad del adulto mayor de elegir el lugar donde vivir su vejez, que el Estado implemente planes de ayuda social a los familiares, “acceso progresivo a una variedad de servicios de asistencia domiciliaria, residencial y otros servicios de apoyo de la comunidad, incluida la asistencia personal que sea necesaria para facilitar su existencia y su inclusión en la comunidad, y para evitar su aislamiento o separación de ésta”. Con respecto al derecho a brindar un consentimiento libre e informado en temas de salud, la Convención indica que los Estados deben establecer los procesos necesarios a tal fin para que puedan comprender cabalmente las implicancias del acto jurídico a celebrar.